# Cymaenes
Cymaenes är ett släkte av fjärilar. Cymaenes ingår i familjen tjockhuvuden.

## Dottertaxa tillCymaenes, i alfabetisk ordning[1]
- Cymaenes aequatoria
- Cymaenes albinotata
- Cymaenes alumna
- Cymaenes ancus
- Cymaenes anomala
- Cymaenes argus
- Cymaenes astur
- Cymaenes cavalla
- Cymaenes chapa
- Cymaenes chela
- Cymaenes chula
- Cymaenes conta
- Cymaenes corescene
- Cymaenes diduca
- Cymaenes distigma
- Cymaenes edata
- Cymaenes finca
- Cymaenes fraus
- Cymaenes gisca
- Cymaenes gispara
- Cymaenes gisparoides
- Cymaenes hazarma
- Cymaenes idria
- Cymaenes isus
- Cymaenes jamaea
- Cymaenes jamba
- Cymaenes laureolus
- Cymaenes laza
- Cymaenes lepta
- Cymaenes limae
- Cymaenes loxa
- Cymaenes mabillei
- Cymaenes macintyrei
- Cymaenes miaba
- Cymaenes modestrus
- Cymaenes monestas
- Cymaenes obsoleta
- Cymaenes obsoletus
- Cymaenes odilia
- Cymaenes pacer
- Cymaenes perla
- Cymaenes perloides
- Cymaenes polistion
- Cymaenes psyllus
- Cymaenes riba
- Cymaenes sacchariphila
- Cymaenes sancoya
- Cymaenes septimanus
- Cymaenes sinepunctis
- Cymaenes stigmula
- Cymaenes sulla
- Cymaenes taberi
- Cymaenes theogenis
- Cymaenes trebius
- Cymaenes tripunctata
- Cymaenes tripunctus
- Cymaenes ursula
- Cymaenes uruba
- Cymaenes warreni
- Cymaenes vegrandis
- Cymaenes zama